# Nanningosaurus dashiensis
 Nanningosaurus dashiensis es la única especie conocida del género extinto  Nanningosaurus  («lagarto de Nanning de gran piedra») de dinosaurio ornitópodo hadrosáurido que vivió a finales del período Cretácico, entre 72 Y 66 millones de años, en el Maastrichtiense, en lo que es hoy Asia. 
El tipo y la única especie es Nanningosaurus dashiensis, nombrada y descrita por Mo Jinyou, Zhao Zhongru, Wamg Wei y Xu Xing en 2007. El nombre genérico se refiere a la ciudad de Nanning, ubicada cerca del sitio de excavación. El nombre específico se deriva del Pinyin da-shi, «gran piedra», el nombre del pueblo donde se realizó el descubrimiento.
Su fósil fue encontrado en los bajos de Nalong, Guangxi, China. Nanningosaurus se basa en el holotipo NHMG8142, un esqueleto incompleto que incluye restos del cráneo, brazo y pelvis. Algunas de las características diagnósticas incluye varias líneas dentarias, grácil húmero, con un isquion expandido en punta, junto con el holotipo de Qingxiusaurus. Los descubrimientos fueron reportados en 1998 en la literatura científica. El paratipo es NHJM8143, un maxilar derecho. Mo J. Y coautores colocan en un análisis cladistico al  Nanningosaurus como un  Lambeosaurinae basal. Es el primer dinosaurio de pico de pato del sudeste de China  La especie tipo es N. dashiensis.
En 2010, Gregory S. Paul estimó la longitud corporal de Nanningosaurus en 7,5 metros, su peso en 2,5 toneladas. No se informaron autapomorfías, pero una combinación única de características de diagnóstico incluye una rama ascendente alta y aguda del maxilar, una rama posterior corta del maxilar, relativamente pocas posiciones de los dientes, veintisiete en el maxilar, una sección transversal inferior ancha cuadrático con una muesca paraquadrática débil, un brazo superior grácil y un isquion que en el extremo inferior de su borde trasero se curva hacia su punta expandida. Mo y col. en 2007, quien describió el espécimen, realizó un análisis filogenético que sugiere que Nanningosaurus era una lambeosaurinído basal, aunque enfatizaron que el apoyo para esto era tentativo. Este animal fue el primer hadrosáurido nombrado del sur de China.